# Ray Wilson (musicien)
Pour les articles homonymes, voir Ray Wilson et Wilson.
Raymond Daniel Wilson est un chanteur, auteur-compositeur et guitariste né en Écosse à Dumfries le 8 septembre 1968. Il est le chanteur du groupe Stiltskin en 1994, puis entre 1997 et 1998, l'éphémère chanteur de Genesis à la suite du départ de Phil Collins, au sein duquel il enregistre l'album Calling All Stations, sorti en 1997. Ensuite, Wilson forme le groupe Cut, et à partir de 2003 se lance dans une carrière solo. En concert, il chante encore régulièrement des chansons de Genesis et également de Peter Gabriel et de Phil Collins.

## Des débuts à Stiltskin
Il forme son premier groupe avec son frère Steve dès leurs 14 ans. Ils fondent un groupe appelé The End avant que Ray ne rejoigne Guaranteed Pure avec lequel il enregistre trois albums et connait son premier succès, Swing Your Bag extrait du dernier album, sorti en 1991.
En 1994, un peu à court d'argent et sur le point de perdre sa maison, Ray Wilson passe une audition et devient le chanteur d'un groupe grunge appelé Stiltskin. Le groupe sort l'album The Mind's eye et devient numéro un des classements internationaux grâce au tube Inside, qui est choisi pour illustrer un spot publicitaire Levi's.

## Genesis
Alors que le batteur-chanteur Phil Collins décide de quitter Genesis après plus de 20 ans de bons et loyaux services, les deux membres restants, Tony Banks et Mike Rutherford, décident de continuer quand même, à la grande joie de Phil qui ne voulait pas être le responsable de l'arrêt du groupe. Ray Wilson reçoit alors un appel de Tony Smith, manager de Genesis qui lui apprend que les deux derniers membres du collectif voudraient le recevoir et faire des essais à la suite du départ de Collins. Après avoir chanté No son of mine, il est engagé par Rutherford et Banks.
En 1997 sort l'album Calling All Stations de Genesis qui sera le dernier album en studio du groupe. Malgré un succès correct en Europe, cet album ne trouve pas son public aux États-Unis à cause d'un marché saturé par le rap et le pop rock. Bien qu'un deuxième album soit en projet le groupe ne tente finalement pas l'expérience, et ses membres se séparent après avoir remercié Ray Wilson. Néanmoins, il a sympathisé avec le batteur de session Nir Zidkyahu qui a participé à l'album et à la tournée qui a suivi, et celui-ci suivra le chanteur dans ses projets suivants.

## Carrière solo

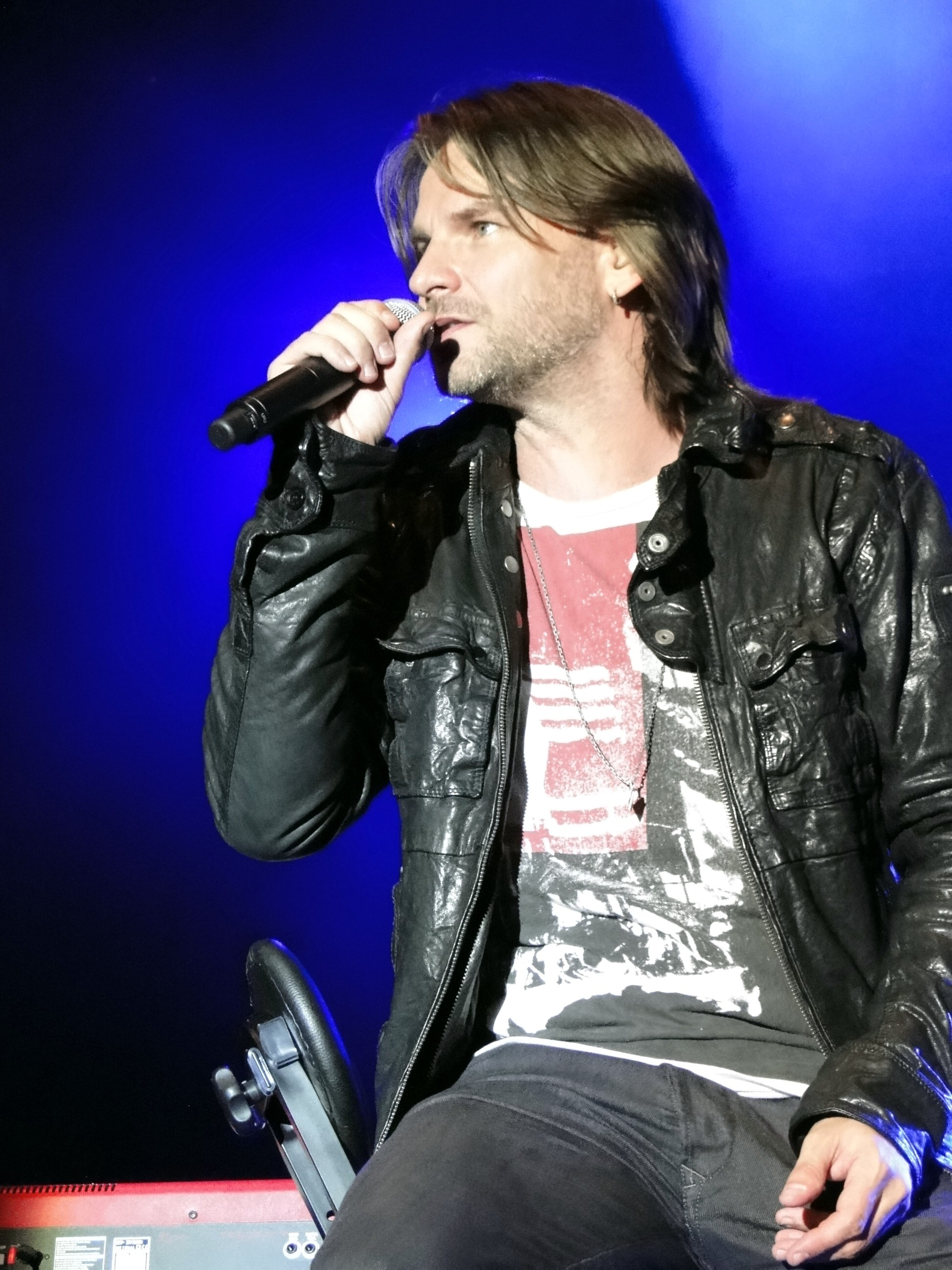
Ray Wilson en 2010.

En 1999 Ray Wilson forme son propre groupe, Cut, avec son frère Steve et de certains ex-membres de Guaranted Pure, ainsi que Nir Z qu'il avait rencontré au sein de Genesis. Le groupe sort l'album Millionairhead qui ne connaît qu'un succès relatif en Allemagne. Pendant deux ans, Ray Wilson, encore sous le coup de son échec avec Genesis ne fera pas grand-chose, excepté une apparition sur l'album symphonique du groupe Scorpions pour la reprise de Big City Nights.
Il enregistre un album acoustique au Festival International d'Édimbourg de 2001, dans lequel il reprend des chansons de Genesis, Phil Collins, Peter Gabriel, Bruce Springsteen et certaines de ses compositions personnelles. Il se remet au travail et est très productif les années suivantes : son premier album solo, Change, sort en 2003, puis The Next Best Thing en 2004.
En 2005 sort le double album Live, puis, l'année suivante, An audience and Ray Wilson enregistré en 2003 à Varsovie. Cette même année, Ray Wilson reprend le nom du groupe qui fit son succès en 1994, Stiltskin, avec de nouveaux musiciens, dont son ami Nir Z, et sort l'album She, résolument rock.
Ray Wilson continue de tourner dans une partie de l'Europe et son succès est grandissant en Allemagne et en Pologne. Ray Wilson and Stiltskin live sort en 2007.
Il est suivi en novembre 2008 d'un nouvel album solo Propaganda man, plus proche de ses deux premiers albums solos, le côté acoustique est très présent mais il explore également de nouveaux territoires.
En 2009, Ray Wilson entreprend une nouvelle tournée et sort le live Genesis Klassik: Ray Wilson and the Berlin Symphony Ensemble live in Berlin.
En 2011, un nouveau double album live accompagné d'un DVD Genesis Classic - Ray Wilson and the Berlin symphony Ensemble, dans ce nouvel album live Ray Wilson semble avoir trouvé l'équilibre parfait entre les différents membres du groupe qui l'accompagne et ces mêmes musiciens l'ont accompagné pour enregistrer ensemble Unfullfilment le nouvel album de Ray Wilson and Stiltskin disponible à partir du 9 septembre 2011. 
Le premier single American Beauty s'est rapidement classé en tête des charts allemands.
Ray Wilson se produit sur scène lors du concert de l'ouverture de l'UEFA Euro 2012 à Varsovie.

## Discographie

### Guaranteed Pure
- 1991 : Swing Your Bag

### Stiltskin
- 1994 : The Mind's Eye
- 2006 : Ray Wilson & Stiltskin – She
- 2007 : Ray Wilson and Stiltskin - Live
- 2011 - Ray Wilson and Stiltskin - Unfulfilment

### Genesis
- 1997 : Calling All Stations
- 2009 : Live In Poland - 2 CD

### Cut
- 1999 : Millionairhead
- 2007 : Millionairhead (réédition de l'album de 1999, remasterisé et incluant trois nouvelles pistes)

### Solo

#### Albums studio
- 2003 - Change
- 2004 - The Next Best Thing
- 2008 - Propaganda Man
- 2009 - Genesis Klassik: Ray Wilson and the Berlin Symphony Ensemble Live in Berlin
- 2011 - Genesis Classic: Ray Wilson and the Berlin symphony Ensemble Live in Poznan (Double album + DVD)
- 2013 - Chasing Rainbows
- 2016 - Song For A Friend
- 2016 - Makes Me Think Of Home
- 2018 - ZDF@BAUHAUS
- 2021 - The Weight of Man

#### Albums en concert
- 2001 - Unplugged - Ray Wilson Live Acoustic at the Edimburg International Festival
- 2005 - Ray Wilson Live
- 2006 - An Audience and Ray Wilson (enregistré à Varsovie en 2003)
- 2009 - Genesis Klassik: Ray Wilson and the Berlin Symphony Ensemble Live in Berlin
- 2011 - Genesis Classic: Ray Wilson and the Berlin symphony ensemble Live in Poznań (Double album + DVD)
- 2014 - Up Close And Personal - Live At SWR1
- 2014 - Genesis VS Stiltskin - 20 Years and More
- 2017 : Time & Distance

## Compilation
- 2015 : The Studio Albums 1993 - 2013 - Coffret 8 CD comprenant Swing Your Bag de Guaranteed Pure, Millionairhead de Cut, Change, The Next Best Thing, Propaganda Man et Chasing Rainbows de Ray Wilson, ainsi que She et Unfulfillment de Ray Wilson & Stiltskin.

### Collaborations
- 2000 - Moments of Glory des Scorpions - Chant sur Big City Nights.
- 2002 - Smile de Turntablerocker - Chant sur Love Supreme.
- 2003 : A Tribute to Frank Miller Artistes Variés - Chant sur Good Time Love avec Amanda Lyon.
- 2003 - 76 de Armin van Buren - Sur Yet Another day.
- 2005 - Shivers de Armin Van Buren - Sur Gypsy.
- 2005 - World Through My Eyes de RPWL Sur Roses.
- 2009 - Show Me the Way de DJ Cosmo - Sur Show Me the Way.
- 2013 : Genesis Revisited II : Selection de Steve Hackett - Chant sur The Carpet Crawlers. Version inédite.
- 2014 - Genesis Revisited: Live at The Royal Albert Hall de Steve Hackett - Chant sur The Carpet Crawlers. 2  CD + DVD

## Vidéographie
- 2004 : Change & The Next Best Thing, Vidéoclips dirigés par Patric Ullaeus-
- 2009 : Genesis - Live In Poland 2 DVD